# Slap Shot
Slap Shot (br.: Vale tudo) é um filme de comédia e ação estadunidense de 1977 dirigido por George Roy Hill. Paul Newman estrela a produção e afirmou que as filmagens foram muito divertidas para ele pois quando jovem praticara o esporte e era fascinado pelos jogadores de hóquei no gelo. Acrescentou que seu papel no filme, o do jogador e técnico Reggie Dunlop, se tornara um de seus favoritos. Houve uma continuação em 2002: Slap Shot 2: Breaking the Ice.

## Elenco
- Paul Newman...Reggie 'Reg' Dunlop
- Strother Martin...Joe McGrath
- Michael Ontkean...Ned Braden
- Jennifer Warren...Francine Dunlop
- Lindsay Crouse...Lily Braden
- Jerry Houser...Dave "Killer" Carlson
- Andrew Duncan...Jim Carr
- Jeff Carlson...Jeff Hanson (número 18)
- Steve Carlson...Steve Hanson (número 17)
- David Hanson...Jack Hanson (número 16)
- Yvon Barrette...Denis Lemieux
- Allan F. Nicholls...Johnny Upton
- Brad Sullivan...Morris Wanchuk
- Stephen Mendillo...Jim Ahern
- Yvan Ponton...Jean–Guy Drouin
- Matthew Cowles...Charlie
- Kathryn Walker...Anita McCambridge
- Melinda Dillon...Suzanne Hanrahan
- M. Emmet Walsh...Dickie Dunn
- Swoosie Kurtz...Shirley Upton

## Sinopse
Reggie Dunlop é um veterano jogador de hóquei no gelo e também técnico do Charlestown Chiefs, equipe de uma fictícia Liga Nacional. Ele está separado de Francine que não aceita suas constantes viagens mas tenta reatar com ela. O time não obtém bons resultados há anos e o gerente Joe McGrath costuma fazer grandes economias e obrigar os jogadores a todo tipo de publicidade mesmo embaraçosa, como desfilar como manequins para uma loja de moda local. Quando surgem rumores de que vai ser a última temporada dos Chiefs pois o principal patrocinador vai fechar, Dunlop que é um grande manipulador resolve "motivar" seus jogadores e torcedores para tentar salvar o time. Enganando o jornalista Dickie Dunn, espalha o boato de que investidores da Flórida querem comprar a equipe, além de provocar os adversários para arrumar briga, transformando cada jogo num festival de violência e pancadaria. Ele é ajudado  nessa estratégia pelos Hanson, três jovens irmãos imaturos jogadores desconhecidos contratados por McGrath (todos usam óculos) e que levam a sério a motivação do técnico, passando a serem os mais violentos e agressivos da equipe, tornando-se ídolos dos fãs. Mas o principal jogador da equipe, Ned Braden, não quer saber de violência e prefere ir para o banco a participar das brigas. Reggie sabe que ele está com problemas com a esposa, Lily, e assedia a moça, tentando enfurecê-lo para que começe a brigar também. Ao final, acontece a disputa do título da Liga contra a equipe do Syracuse Bulldogs, que, para enfrentarem em igualdade de condições os "durões" do Chiefs, contrata para essa partida os jogadores mais violentos do hóquei.

## Desenvolvimento
O roteiro original de Nancy Dowd baseou-se em parte nas experiências do irmão Ned Dowd, jogador de uma liga menor americana de hóquei no gelo, no início dos anos de 1970, época que a violência, principalmente nos campeonatos menores, era o principal atrativo do esporte.
Dowd morava em Los Angeles quando recebeu o telefonema do irmão Ned, jogador do Johnstown Jets. Ele contou que a equipe fora colocada à venda. Dowd mudou para aquela área e se inspirou para escrever Slap Shot. As filmagens foram em Johnstow   e Pittsburgh (Pensilvânia); Nova Iorque e Auditório do Memorial de Guerra do Condado de Onondaga em Siracusa, Estado de Nova Iorque.
Nancy Dowd usou o irmão e outros jogadores do Johnstown Jets em Slap Shot. Ned Dowd interpretou no filme o violento "Ogie Ogilthorpe" e com a repercussão obtida tentou carreira em Hollywood como ator, diretor-assistente e produtor. Os personagens dos irmãos Hanson foram baseados nos verdadeiros irmãos Jeff, Steve e Jack Carlson, que jogaram com Ned Dowd nos Jets. Um outro personagem recebeu o nome de "Dave 'Killer' Carlson", baseado em outro atleta dos Jets. Jack Carlson iria atuar com os irmãos mas no início das filmagens foi chamado para o Edmonton Oilers que estava disputando os playoffs da WHA (Liga Mundial). Dave Hanson então assumiu o papel de "Jack Hanson" e o ator Jerry Houser foi contratado para o papel de "'Killer' Carlson".